# Ordine di Teresa
L'Ordine di Teresa (in tedesco: Theresiaorden) fu un ordine cavalleresco femminile istituito nell'ambito del Regno di Baviera.

## Storia

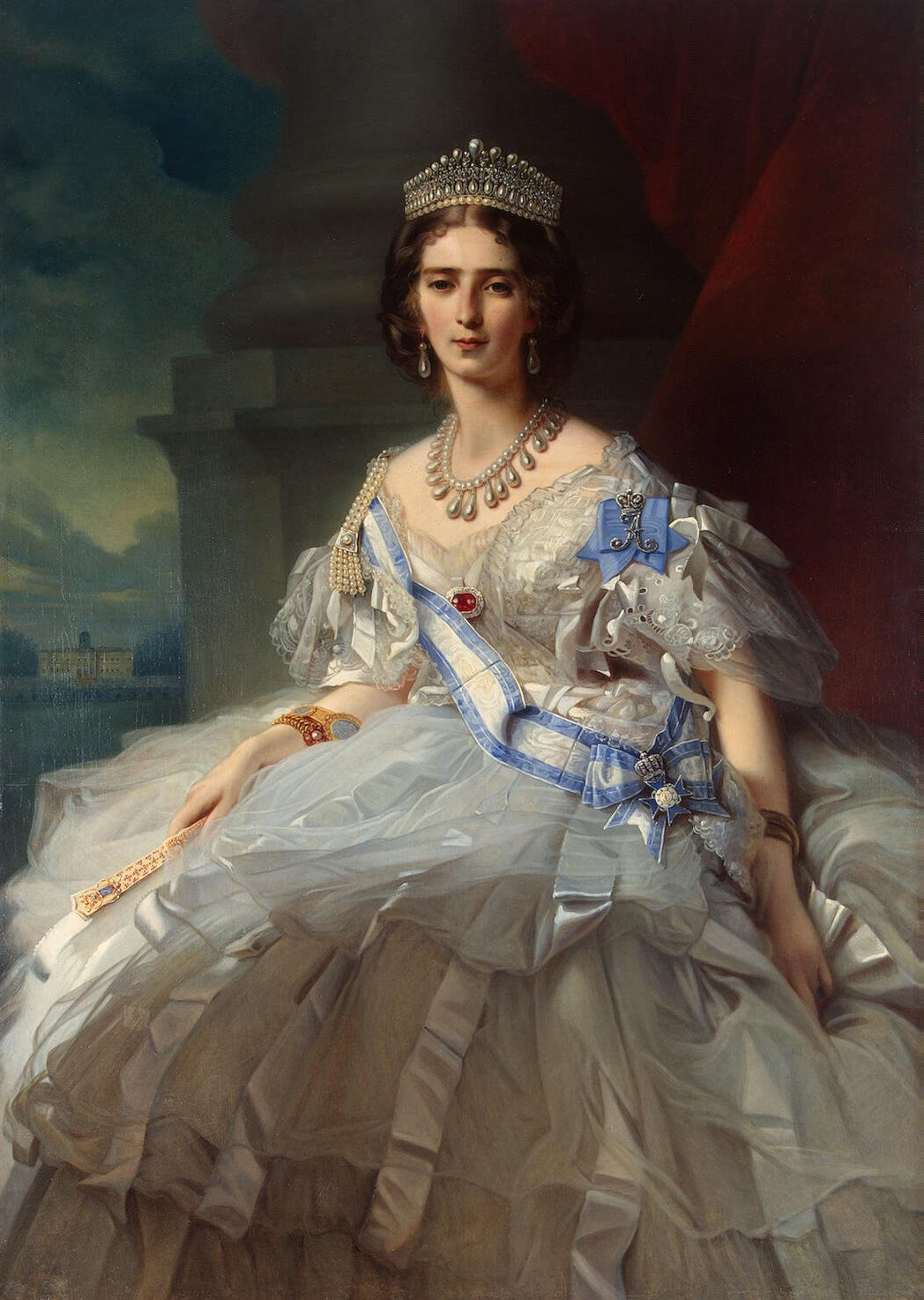
La principessa russa Tatiana Alexandrovna Yusupova in un ritratto del 1858: si noti la fascia dell'Ordine di Teresa

Venne creato come mezzo di previdenza sociale per le dame non maritate o vedove che si fossero distinte per qualche merito, garantendo loro allo stesso modo una pensione. L'Ordine venne fondato dalla regina Teresa di Sassonia-Hildburghausen, vedova di re Luigi I di Baviera, il 12 dicembre 1827.
Le aderenti avevano diritto ad una pensione che variava dai 100 fiorini delle Dame di seconda classe ai 300 fiorini delle Dame di prima classe. Il conferimento di questa pensione cessava al momento del matrimonio e con essa anche il valore dell'onorificenza. Solitamente, le dame che si erano sposate o risposate, avevano poi il titolo di Dame Onorarie. L'Ordine veniva concesso nella prima classe di diritto a tutti i membri donne della famiglia Reale bavarese.

## Insegne
La medaglia era costituita da una croce che veniva indossata appesa ad un nastro bianco bordato con due strisce azzurre ai lati e solitamente veniva portata sulla parte sinistra del petto e, la prima classe, aveva anche diritto ad una fascia trasversale al corpo dalla spalla destra al fianco sinistro.
Il nastro era azzurro.
La divisa ufficiale era costituita da un vestito di qual si voglia foggia, ma obbligatoriamente di seta azzurra.

## Gran maestre
- Teresa di Sassonia-Hildburghausen (1827-1848)
- Maria Teresa Enrichetta d'Austria-Este (1914-1919)

## Insignite notabili

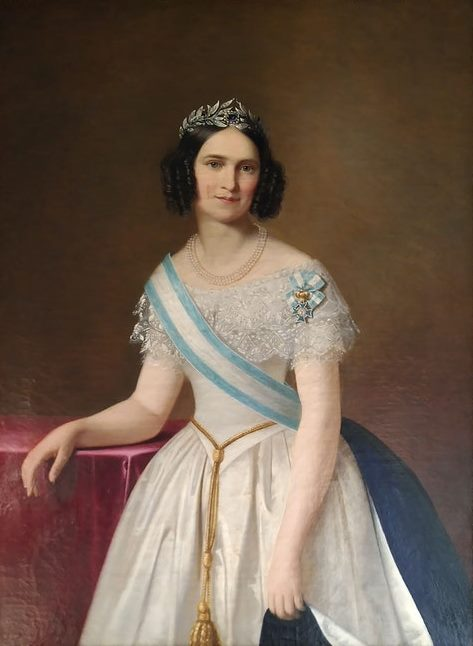
La Duchessa di Modena e Reggio Dama di Gran Croce.

- Amalia Filippina di Spagna
- Gisella d'Asburgo-Lorena
- Irmingarda di Baviera
- Adelgonda di Baviera
- Isabella Antonia von Croÿ
- Isabella von Croy
- Luisa d'Orléans
- Giovanna di Savoia
- Maria Teresa di Borbone-Spagna
- Maria Teresa d'Austria-Este
- Maria di Prussia
- Sofia del Liechtenstein
- Cecilia di Svezia
- Tat'jana Aleksandrovna Ribaupierre

## Fonti
- Tagore, Rajah Sir Sourindro Mohn. The Orders of Knighthood, British and Foreign. Calcutta, India: The Catholic Orphan Press, 1884.